# Fred Davis
Pour les articles homonymes, voir Fred Davis (homonymie) et Davis.
(en) Statistiques sur pro-football-reference
Frederick Lee Davis né le 15 février 1918 à Louisville dans le Kentucky et décédé le 10 mars 1995 était un joueur américain de baseball évoluant au poste de Defensive lineman dans la Ligue majeure de baseball.

## Biographie
Sélectionné au 25e de la draft NFL de 1941 par les Redskins de Washington il joue onze années en  National Football League 5 ans à Washington puis 6 ans avec les Bears de Chicago. Il a été sélectionné deux fois pour le Pro Bowl en 1942 et en 1950. Pour le Pro Bowl 1942 (également appelé NFL all-Star Game), son équipe les Redskins ont été battus par les NFL All-Stars 17 à 14. En 1950, il fait partie de l'équipe de la  National Conférence et est battu par l'équipe de l'American Conference sur le score de 28 à 27.

## Récompenses
Il a été élu dans la First All Pro Team en 1947 et dans la Second All Pro Team en 1946 et en 1948